# Liebeskind–Srogl偶联反应
Liebeskind–Srogl偶联反应（Liebeskind-Srogl coupling）
硫酯与烷基硼酸在金属催化下发生偶联。
反应以发现者 Jiri Srogl（捷克人）和 Lanny S. Liebeskind（美国人）的名字命名。

## 反应机理
反应机理见下图。
硫酯 (1)与含铜试剂发生配位，生成中间体 (4)。 然后，钯对 (4) 的 C-S 键进行氧化插入，得 (5)。 接着发生转金属作用，R2 转移到钯上生成 (8)，同时产生 CuSR1。最后 (8) 发生还原消除，得酮 (3)，并再生活性催化剂 (9)。